# Kaliforniai disznódelfin
A kaliforniai disznódelfin (Phocoena sinus) az emlősök (Mammalia) osztályának párosujjú patások (Artiodactyla) rendjébe, ezen belül a disznódelfinfélék (Phocoenidae) családjába tartozó faj. Egyéb nevei: vaquita vagy  kaliforniai barnadelfin.

## Előfordulása
Csak a Kaliforniai-öböl legészakibb csücskében található, Nyugat-Mexikóban. A legkisebb elterjedési területű cetfaj. Leggyakrabban a Colorado folyó torkolata környékén fordul elő. Télen kissé északabbra vonulhat, nyáron pedig délebbre, de erre kevés bizonyító adat van. Élőhelyei régebben délebbre nyúltak a mexikói partok mentén. A part menti sekély, sötét vizű lagúnákban él, ritkán látható 30 méternél mélyebb vízben, viszont olyan sekély vizű lagúnákban is előfordulhat, hogy a háta a felszínre ér.
A létét veszélyeztető tényezők: vadászat, halászat, halászhálóba gabalyodás, szennyezés és élőhelyének tönkretétele.

## Megjelenése, felépítése
Valószínűleg ez a legkisebb cetfaj. Behatárolt élőhelyén nehéz más fajjal összetéveszteni. Fakószürke mintázata bizonyos fényviszonyok között olajzöldnek vagy sárgásbarnának tűnhet, sok megfigyelő messziről „sötét” színűnek írta le. Hátúszója középen helyezkedik el. Az 1,2-1,5 méter hosszú felnőttek tömege 30–55 kilogramm, a 60–70 centiméteres újszülött tömege ismeretlen.

## Életmódja
A természetben nagyon ritkán figyelhető meg. Nyugodt tempóban úszik, és táplálkozik, félénken kerüli a csónakokat. Lassú, előregördülő mozgással emelkedik a felszínre lélegezni, ritkán kelt hullámzást és csendesen tűnik el, gyakran hosszabb idő elteltével. Kilégzése jellegtelen, de hangos szuszogó hangot hallat, ami a közönséges delfinére emlékeztet. Sohasem látták még ugrani. Átlagos csoportmérete 1-10 egyed, de negyven példányt is láttak már együtt. Főleg halakat és polipokat vagy kalmárokat eszik. Napjainkra már kevesebb, mint 15 példány maradt. A kihalás szélen van.